# Masakatsu Miyamoto
Masakatsu Miyamoto, född 4 juli 1938 i Ibaraki prefektur, Japan, död 7 maj 2002, var en japansk fotbollsspelare.
Han blev olympisk bronsmedaljör i fotboll vid sommarspelen 1968 i Mexico City.